# 유증세
유증세(劉曾世, ? ~ ?)는 전한의 제후로, 하간헌왕의 증손이다.

## 생애
아버지 유영의 뒤를 이어 평제후(平隄侯)에 봉해졌다.
시호를 절이라 하였고, 작위는 아들 유육이 이었다.

## 출전
- 반고, 《한서》 권15상 왕자후표 上

| 선대 아버지 평제목후 유영 | 전한의 평제후 ? ~ ? | 후대 아들 평제희후 유육 |